# ساعة زمان (فلم)
ساعة زمان، تدور الأحداث حول (عبد اللطيف) الجندي الكويتي الذي يقوم بتمشيط المنطقة البحرية التي يحرسها في يوم 27 من فبراير عام 1991، ثم تنتقل الأحداث لما بعد يوم من التحرير، بعدما تعرض للغرق، وعثر عليه جنود عراقيون وقاموا بأسره، لكنهم سرعان ما يهربون ويتركونه بمفرده في مكانه في جزيرة بوبيان، ليواجه معاناة وصعوبات ومتاعب شديدة، لكنه في النهاية يعود إلى منزله وأسرته بعد أن تم العثور عليه.
إخراج: رمضان خسروه

## طاقم العمل
- طارق العلي
- محمد جابر
- جمال الردهان
- رسول الصغير
- محمد الحملي
- هبه الدري
- فهد العبد المحسن